# Há-Levi Aarón
 Há-Levi Aarón  foi um rabino espanhol do Século XIII. Escreveu obras literárias e religiosas. De entre elas destaca-se o catecismo judaico Sefer ha-Khinukh.